# セミバンキルシチナ
セミバンキルシチナ（ロシア語: Семибанкирщина、7人の銀行家）は、1996年から2000年ごろにかけてロシア政財界で重要な役割を果たしたとされる銀行家（金融オリガルヒ）。1996年ロシア大統領選挙でボリス・エリツィンを再選させるために協力し、その後もエリツィンとその周囲の政策決定に介入した。
セミバンキルシチナの呼称は、1996年11月にロシア人ジャーナリストのアンドレイ・ファディンによって提唱された（1年後、交通事故死）。

## 概要
ソ連崩壊後、資本主義経済への移行過程において、新興財閥を牛耳るオリガルヒと呼ばれる大資本家が多数誕生した。著名なオリガルヒの1人であるボリス・ベレゾフスキーは、1996年10月29日のフィナンシャル・タイムズ紙のインタビューで、ロシアの経済とメディアのほとんどを支配し、1996年のエリツィン大統領再選キャンペーンの資金を援助したという7人のロシアの銀行家・実業家の名前を挙げた。
- ボリス・ベレゾフスキー - 統一銀行、シブネフチ、ロシア公共テレビ
- ミハイル・ホドルコフスキー - メナテプ銀行、ユコス
- ミハイル・フリードマン - アルファ・グループ
- ウラジーミル・ヴィノグラドフ（英語版） - インコム銀行
- ウラジーミル・グシンスキー - モスト・グループ、NTV
- ウラジーミル・ポターニン - オネクシム銀行
- アレクサンドル・スモレンスキー - アグロプロム銀行、SBSアグロ

その2週間後、「セミバンキルシチナ」という語は、リベラル的論調で知られるオブシャヤ・ガゼータ紙の1996年11月14日付記事「新ロシア版セミボヤールシチナとしてのセミバンキルシチナ」で生まれた。「セミボヤールシチナ（ロシア語: Семибоярщина、7人のボヤール）」とは、ロシア動乱時代（スムータ）の1610年に皇帝ヴァシーリー4世を退位させ、ポーランド・リトアニア共和国軍のモスクワ入城を黙認した有力貴族（ボヤール）たちのことで、セミバンキルシチナはこれをもじった名称である。セミボヤールシチナは、当時のポーランド王子ヴワディスワフ4世をロシアのツァーリにしようと企むなどしたため、ロシア国内では売国奴やポーランドの傀儡のように否定的に語られることも多い。
ジャーナリストのアンドレイ・ファディンはこの記事で、セミバンキルシチナは予算権限とほぼすべての国内投資を支配しているほか、主要テレビ局の巨大な情報リソースを占有することで大統領の意思決定に介入し、従わない者は抹殺されるか追放されるかのどちらかであったと主張している。
作家アレクサンドル・ソルジェニーツィンは、1998年の歴史小説「崩壊するロシア（原題：Россия в обвале）」の中で次のように指摘している；
少し後にセミバンキルシチナが現れ、ロシアの最高権力を直接支配しようと共謀した。（ロシア経済のほぼ50％はすでに彼らの手中にあり、さらに増えるだろう。最新のデータによると、最大手の15社と銀行がロシア経済の70％を支配している。）
また、上述7人のほかに、ピョートル・アーヴェンとヴィタリー・マルキンの2人を含むことがある。アーヴェンは自著「ベレゾフスキーの時代」の中で、フィナンシャル・タイムズ紙にベレゾフスキーが語った7人は「各業界の代表的な人物の中から1人ずつ適当に思いついた人を言ったもの」だといい、セミバンキルシチナという括りに疑問を唱えている。

## 背景
のちにセミバンキルシチナと呼ばれる集団は、1996年3月、政治学者のセルゲイ・クルギニャンが1996年の大統領選挙を中止させるために、13人のロシア人オリガルヒに通称「13通の手紙」（「袋小路から抜け出せ！」という別称もある）を送った際に誕生したと考えられている。内容はニェザヴィーシマヤ・ガゼータ紙に掲載され、ロシア経済の崩壊を防ぐためにボリス・エリツィンと共産党のゲンナジー・ジュガーノフの2大候補が政治的妥協を行うべきだと提案したもので、ロシア政財界の置かれた立場を説明する8つの要点も書かれていた。
この計画が失敗したのち、13人の半数はセミバンキルシチナとして知られるようになった。セミバンキルシチナは、エリツィンをあらゆる手立てを使って選挙支援を行うことに決めた。当時、エリツィンの支持率はわずか3～8％と極めて不人気だったため、グレブ・パブロフスキーとマラット・ゲルマンが率いるシンクタンク Foundation for Effective Politics によって、アメリカ人専門家の協力のもと、有権者を操作する手法が開発された（この話は、2003年の映画「Spinning Boris」の下地にもなっている）。
グレブ・パブロフスキーの著書を要約したニェザヴィーシマヤ・ガゼータ紙の記事によれば、「専門家を取り込む＋情報で支配する＋競争相手の動きを封じる＋マスメディアで支配する＋エリートで支配する」ことが「勝利の公式」だという。
選挙後、セミバンキルシチナは政治と経済の影の権力者となった。1996年から2000年にかけて、彼らは天然資源と金属セクターで国営企業の経営権を獲得し、エリツィンの政策決定を裏から操っていた。
1998年のロシア金融危機や2000年のウラジーミル・プーチン大統領の登場によって、セミバンキルシチナら金融オリガルヒの権勢は段階的に衰えていった。代わりにプーチン政権の中枢に登用されて影響力を増したのが軍・治安・情報機関出身者シロヴィキである。